# Бранко Тошовић
Бранко Тошовић (Виховићи, 10. април 1949) српски и аустријски је филолог и професор. Аутор је више од 500 научних радова, 92 монографије, уређивач преко 40 антологија из лингвистике и књижевности. Члан је Удружења за културу, уметност и међународну сарадњу „Адлигат” у Београду, где се од 2019. године налази његов легат.

## Биографија
Рођен је у Виховићима код Калиновика 10. априла 1949. године. У Калиновику је завршио осмогодишњу школу (1964). Матурирао је у сарајевској Првој гимназији (1968), а дипломирао на Одсјеку за словенске језике и књижевности Филозофског факултета у Сарајеву (1973). На истом факултету одбранио је 1979. магистарски рад „Стилизација језика у дјелу Петар Први А. Н. Толстоја и њихов одраз у нашем преводу“ и докторирао 1983. на тему: „Глагол као конституент књижевноумјетничког стила рускога језика у поређењу са српскохрватским“.

### Наставни рад
Три године радио је у Гимназији „Огњен Прица“ [сада Друга гимназија] (1973—1977), а петнаест провео на Филозофском факултету у Сарајеву као асистент приправник, асистент, доцент и ванредни професор (1977—1992).
Био је лектор српскохрватског језика на Московском државном Универзитету (1985—1989, 1992—1993), а школске 1992/1993. водећи научни сарадник Института за лингвистику Руске академије наука и научни сарадник Института за руски језик „А. С. Пушкин“.
Од 1. марта 1996. до 1. октобра 2016. године радио је као редовни професор на Универзитету у Грацу, када је постао емеритус.

### Научни рад
Основне научне области су: 1) лингвистика — шира подручја: граматика, општа и контрастивна лингвистика, — ужа подручја: глагол, корелације између словенских језика, посебно блиских као што су бошњачки/босански, хрватски и српски, 2) стилистика, 3) књижевност, поетика, нарочито стваралаштво Ива Андрића и Бранка Ћопића.
Члан је двију комисија Међународног славистичког комитета: Комисије за творбу ријечи и Комисије за стилистику . У оквиру њихових активности организовао је у Грацу (заједно са Арном Вонишем) двије конференције: Творба ријечи и интернет (22—25. март 2016), Интеракција интернета и стилистике, интернета и стилова (16—18. април 2015) и једну у Бањалуци: Мултимедијална стилистика (заједно Данијелом Дојчиновићем, Гораном Милашином и Арном Вонишем; 18—20. мај 2017).

### Гостовања
Био је двије и по школске године гостујући професор на Универзитету у Манхајму (1993—1995), двије на Филозофском факултету у Задру и три на Филозофском факултету у Загребу, гдје је као први гостујући професор почео да предаје српски језик (2001—2004). Један семестар предавао је на Универзитету у Лајпцигу (1995). На гостовањима се налазио краће вријеме (до седам дана) на низу европских универзитета: Тарту (Естонија, 1989), Познањ (Пољска, 1997), Љовен (Белгија, 1998), Братислава (Словачка, 1999), Љубљана (Словенија, 1999), Варшава (Пољска, 2000), Велико Трново (Бугарска, 2002), Нови Сад (Србија, 2005), Мостар (Босна и Херцеговина, 2007), Москва (Русија, 2008), Катовицама (Пољска, 2008), Инзбрук (Аустрија, 2008), Скопље (Македонија, 2008), Пула (Хрватска, 2009), Марибор (Словенија, 1999), Травник (Босна и Херцеговина, 2009), Санкт-Петербург (Русија, 2011), Вишеград (Босна и Херцеговина, 2012), Љубљана (Словенија, 2012), Бихаћ (Босна и Херцеговина, 2013), Минск (Бјелорусија, 2013), Загреб (Хрватска, 2014), Краснојарск (Русија, 2014), Вршац (Србија, 2014), Москва (Русија, 2014), Москва (Русија, 2015), Скопље (Македонија, 2016), Москва (Русија, 2017), Букурешт (Румунија, 2017).
Учествовао је на великом броју међународних научних скупова — конференција, симпозијума, конгреса.

## Пројекти
Покренуо је и завршио низ међународних пројеката, међу којима се издвајају:
- Разлике између босанског/бошњачког, хрватског и српског језика (Unterschiede zwischen dem Bosnischen/Bosniakischen, Kroatischen und Serbischen, FWF-Projekt, P19158-G03, 2006-2010),[23]
- Die vergleichende Analyse der semantisch-derivativen Kategorie der Aktionsarten in den slawischen Sprachen  Studium porównawcze nad kategorią semantyczno-słowotwórczą Aktionarten w językach slowiańskich (Ministerium Nauki i Szkolnictwa Wyższego, N104012 31/0898) 2006—2009.[24]

У оквиру првог пројеката развио је
1. Гралис-Корпус (Gralis-Korpus) — паралелни корпус за проучавање српског, хрватског и босанског/бошњачког језика,[25]

1. Акцентаријум (Akzentarium) — програм за учење и истраживање акцента тих језика,[26]

1. Лексикаријум (Lexikarium) — корпусно оријентисани онлајн рјечник њемачко-српски/хрватски/бошњачки-босански,[27]

1. МорфоГенератор (MorphoGenerator) — програм за аутоматско морфолошко обиљежавање и генерисање парадигми,[28]
2. Анкетариум (Anketarium) — програм за онлајн анкетирање (са интерфејсом на српском, хрватском и босанском/бошњачком, руском, словеначком и њемачком језику).[29]

Године 2000. засновао је интернетски пројекат Лингвистички славистички портал Универзитета Грац ГРАЛИС, којим и сада руководи и који даље развија.
Под његовим руководством у току су четири истраживачка пројекта:
- Andrić-Initiative: Иво Андрић у европском контексту (Грац: 2007—),[31]
- Лирски, хумористички и сатирички свијет Бранка Ћопића (Грац — Бањалука: 2011—),[32]
- Моно- и мултилингвални електронски корпус македонског језика (Грац — Скопље: 2009—2016),[33]
- Гралис-Леxикариум (2008—).[34]

## Дјела (библиографија)
Аутор је више од 500 научних и стручних радова те низа превода (в. Publikationen UNIGRAZonline, Publikationen GraLiS, Publikationen Liste).
Објавио је низ књига у Аустрији, Босни и Херцеговини, Хрватској, Њемачкој, Пољској, Русији и Србији. Радови су му штампани у свим словенским земљама на више језика (највише на српском, руском, њемачком и македонском).
А) Монографије (књиге, посебна издања)
Написао је 28 монографија из области граматике, стилистике, корпусне лингвистике, књижевности и др., између осталих:
1. Korelaciona morfologija srpskog, hrvatskog i bošnjačkog jezika: Imenice. Konstrukcijsko izdanje. 2016.
2. Интернет-стилистика. 2015.
3. Дискурс и стиль: теоретические и практические аспекты : колл. монография. 2014.
4. Корреляционная грамматика сербского, хорватского и бошняцкого языков: Часть I: Фонетика — Фонология — Просодия. 2011.
5. Andrić-Initiative: Ivo Andrić im Europäischen Kontext (Graz, 2008–2015): Konzeption, Tätigkeit, Ergebnise. 2010.
6. Das linguistische Slawistik-Portal der Karl-Franzens-Universität Graz (2000–2010). 2010.
7. Korrelative Grammatik des Bosni(aki)schen, Kroatischen und Serbischen. Teil 1: Phonetik — Phonologie — Prosodie. 2009.
8. Способы глагольного действия в сербском, хорватском и бошняцком языках. 2009.
9. Трансакционал русского и сербского/хорватского/бошняцкого языков. 2009.
10. Der Nobelpreisträger Ivo Andrić in Graz / Nobelovac Ivo Andrić u Gracu. 2008.
11. Izazovi Branka Tošovića. 2007.
12. Экспрессивный синтаксис глагола русского и сербского/хорватского языков. 2006.
13. Sintaksa savremenoga srpskog jezika: Prosta rečenica. 2005.
14. Ujak. 2003.
15. Funkcionalni stilovi. 2002.
16. Korelaciona sintaksa. Projektional. 2001.
17. Izazovi Branka Tošovića. 2000.
18. Глагольный категориал. 1998.
19. Stilistika glagola. 1995.
20. Srpskorhvatski jezik: Kurs serbsko-chorwackiego z gramatyką i wyborem tekstów (заједно са Агњешком Спагинском-Прушак). 1992.
21. Funkcionalni stilovi. 1988.
22. Ruska gramatika u poređenju sa srpskohrvatskom. 1988.

Књига Синтакса српског језика: проста реченица, чији је један од аутора, добила је награду Павла Ивића као најбоље дјело из славистике објављено 2005. године.
Б) Зборници
Објавио је 44 зборника из лингвистике и књижевности, између осталих:
1. Andrićeva Gospođica. Andrićs Fräulein. 2017.
2. Ćopićeva poetika prostora / Ćopićs Poetik des Raumes. 2017.
3. Andrićevi Znakovi / Andrićs Zeichen.2016.
4. Djetinjstvo, mladost i starost u Ćopićevom stvaralaštvu / Kindheit, Jugend und Alter im Werk von Branko Ćopić. 2016.
5. Interaktion von Internet und Stilistik, Internet und Stil. 2016.
6. Das Leben der Jugendlichen im Internet: Sprachliche, literarische, kulturelle und gesellschaftliche Aspekte'. 2016.
7. Wortbildung und Internet / Словообразование и интернет / Tvorba riječi i internet. 2016.
8. Ranko Risojević. Der bosnische Scharfrichter. 2015.
9. Andrićeva Avlija / Andrićs Hof. 2015.
10. Žena — muškarac: dva svijeta, dva motiva, dva izraza u djelima Branka Ćopića / Frau — Mann: zwei Welten, zwei Motive, zwei Ausdrucksarten in den Werken von Branko Ćopić. 2015.
11. Blaže Koneski / Блаже Конески: Parallelen / Паралели. 2015.
12. Paradoxa in den slawischen Sprachen, Literaturen und Kulturen. 2015.
13. Andrićeva Hronika / Andrićs Chronik. 2014.
14. Ћопићевско моделовање реалности кроз хумор и сатиру / Modellierung der Realität mittels Humor und Satire bei Branko Ćopić. 2014.
15. Slawistisches zu Sprache, Literatur und Kultur. 2014.
16. Srpski pogledi na odnose između srpskog, hrvatskog i bošnjačkoga jezika / Serbische Sichtweisen des Verhältnisses zwischen dem Serbischen, Kroatischen und Bosniakischen. Knjiga I/5: 2005–2012. 2013.
17. Andrićeva ćuprija / Andrićs Brücke. 2013.
18. Lyrische Welterfahrung in den Werken von Branko Ćopić / Lirski doživljaj svijeta u Ćopićevim djelima. 2013.
19. Поетиката, стилистиката и лингвистиката на текстовите од Блаже Конески во корпусот Гралис / Poetik, Stilistik und Linguistik der Texte von Blaže Koneski im Gralis-Korpus. 2013.
20. Wort — Text — Stil. 2013.
21. Hrvatski pogledi na odnose između hrvatskoga, srpskoga i bosanskoga/bošnjačkoga jezika / Die kroatische Sichtweise des Verhältnisses zwischen dem Kroatischen, Serbischen und Bosnischen/Bosniakischen. Svezak 2 / Band 2. 2012.
22. Srpski pogledi na odnose između srpskog, hrvatskog i bošnjačkoga jezika / Serbische Sichtweisen des Verhältnisses zwischen dem Serbischen, Kroatischen und Bosniakischen. Knjiga I/4: 1990-2004. 2012.
23. Ivo Andrić — Literat und Diplomat im Schatten zweier Weltkriege (1925–1941) / Ivo Andrić — književnik i diplomata u sjeni dvaju svjetskih ratova (1925–1941). 2012.
24. Poetika, stilistika i lingvistika pripovijedanja Branka Ćopića / Poetik, Stilistik und Linguistik der Erzählens von Branko Ćopić. 2012.
25. Srpski pogledi na odnose između srpskog, hrvatskog i bošnjačkoga jezika / Serbische Sichtweisen des Verhältnisses zwischen dem Serbischen, Kroatischen und Bosniakischen. Knjiga I/3. 2011.
26. Die k. u. k. Periode in Leben und Schaffen von Ivo Andrić (1892–1922) / Austrougarski period u životu i djelu Iva Andrića (1892–1922). 2011.
27. Hrvatski pogledi na odnose između hrvatskoga, srpskoga i bosanskoga/bošnjačkoga jezika / Die kroatische Sichtweise der Verhältnisses zwischen dem Kroatischen, Serbischen und Bosnischen/Bosniakischen. Svezak 1 / Band 1. 2010.
28. Srpski pogledi na odnose između srpskog, hrvatskog i bošnjačkoga jezika / Serbische Sichtweisen des Verhältnisses zwischen dem Serbischen, Kroatischen und Bosniakischen. Knjiga I/1. 2010.
29. Srpski pogledi na odnose između srpskog, hrvatskog i bošnjačkoga jezika / Serbische Sichtweisen des Verhältnisses zwischen dem Serbischen, Kroatischen und Bosniakischen. Knjiga I/2. 2010.
30. Das Grazer Opus von Ivo Andrić (1923—1924) / Grački opus Iva Andrića (1923-1924). 2010.
31. Die Unterschiede zwischen dem Bosnischen/Bosniakischen, Kroatischen und Serbischen: Grammatik. 2010.
32. Bošnjački pogledi na odnose između bosanskog, hrvatskog i srpskog jezika / Die bosniakische Sichtweise der Unterschiede zwischen dem Bosnischen, Kroatischen und Serbischen. 2009.
33. Ivo Andrić: Graz — Österreich — Europa / Grac — Austrija — Evropa. Graz/Grac. 2009.
34. Die Unterschiede zwischen dem Bosnischen/Bosniakischen, Kroatischen und Serbischen: Lexik — Wortbildung — Phraseologie. 2009.
35. Die grammatischen Korrelationen: Grazer Linguistische Slawistentage (GraLiS-1999). 1999.
36. Mama, neću u podrum. 1992.
37. Славяно-славянские и славяно-финно-угорские сопоставления / Slovensko-slovenska i slovensko-ugrofinska poređenja. 1991.
38. Jezik i stil sredstava informisanja. 1991.
39. Funkcionisanje jezika u višenacionalnim zemljama. 1990.
40. Славянские литературные языки и историография славяноведения. 1988.

В) Часописи
Уређивао је часописе Славист и Призма (које је покренуо у Сарајеву 1989. и чије је издавање прекинуто због рата започетог 1992).
Члан је издавачког савјета часописа Стилистика [Stylistika] Пољске академије наука (1995—), Славистика Славистичког друштва Србије (2005—) и Philological Studies, 2010–). Био је члан издавачког савјета часописа Стил (Београд) од 2002. до 2007.
Д) Серије
Оснивач је и уредник неколико научних серија:
- Slawische Sprachokorrelationen (LitVerlag, Минстер, 2008—),[47]
- Andrić-Initiative (Институт за славистику Универзитета „Карл Франц“ у Грацу — Београдска књига, 2008—),[48]
- Ćopić-Projekt (Институт за славистику Универзитета „Карл Франц“ у Грацу — Народна и универзитетска библиотека Републике Српске, 2012—),[49]
- Neue slawistische Horizonte (Др. Ковач, Хамбург, 2011—2016),[50]
- Slawische Narrationen (Институт за славистику Универзитета „Карл Франц“ у Грацу, 2015—.[51]

Г) Преводи
Превео је са руског сљедећа дјела:
- Тынянов, Ю. Н. Проблемы стихотворной речи. (Тињанов, Ј. Н. Семантика стиха. Веселин Маслеша; 1990; заједно са Назифом Кустурицом);
- Будагов, Р. А. Что такое развитие и совершенствование языка? (Будагов, Р. А. Развитак и усавршавање језика. Свјетлост; Сарајево; 1981; 264 с.);
- Белый квадрат — сборник стихов русских поэтов-верлибристов (Бијели квадрат. Одјек. Сарајево: 1–15. март 1990; бр. 5).

## Легат Бранка Тошовића
Бранко Тошовић формирао је свој легат у марту 2019. године у Удружењу за културу, уметност и међународну сарадњу „Адлигат” у Београду. Његова библиотека и архива постепено ће бити пребацивана из Граца, у коме живи и ради, у Београд.

## Разно
У два мандата вршио је функцију предсједника Одсјека за словенске језике и књижевности  Филозофског факултета у Сарајеву и једном директора Института за славистику у Грацу. Био је као представник Југославије члан Предсједништва међународне организације МАПРЈАЛ (1991—1994), предсједник Славистичког друштва БиХ и предсједник Друштва за примијењену лингвистику БиХ.
Добио је 8. јуна 2006. захвалницу Универзитета у Ополу (Пољска) поводом 50 година тог универзитета. Изабран је за почасног члана Славистичког друштва Србије за афирмацију славистике у свијету и резултате у истраживању словенских језика.
Награђен је 29. априла 2016. почасном повељом Факултета за новинарство МГУ и Стилистичке комисије Међународног славистичког комитета за велики допринос развоју стилистике.